# Rosa Reuthner
Rosa Reuthner (* 1948 in Steinlohe) ist eine deutsche Althistorikerin. Ihr Schwerpunkt in Forschung und Publikationen sind Frauen im antiken Griechenland.

## Leben
Rosa Reuthner war mehrere Jahre als Wirtschaftsleiterin in Senioren- und Kinderheimen tätigt. Sie legte 1993 am Berlin-Kolleg das Abitur ab und studierte anschließend Alte Geschichte an der Humboldt-Universität in Berlin. 2004 wurde sie bei Wilfried Nippel zur Dr. phil. promoviert.
Ab 2013 begann sie parallel zu ihrer wissenschaftlichen Arbeit Kriminalromane zu schreiben, die sie im Selbstverlag herausgibt.

## Werk
In ihrer Dissertation, die in überarbeiteter und stark gekürzter Fassung 2006 unter dem Titel Wer webte Athenes Gewänder? Die Arbeit von Frauen im antiken Griechenland bei Campus erschien, beleuchtet sie anhand literarischer und bildlicher Quellen die produktiven Tätigkeiten von Frauen innerhalb des antiken griechischen Hauses, ein Thema, dem in den Altertumswissenschaften kaum Beachtung geschenkt wird. Sie zeigt, dass die häusliche Arbeitsleistung von Frauen ein Faktor war, der ihre soziale Rolle in der Gesellschaft wesentlich mitkonstituierte. Im letzten Teil ihres Buches widmet sich Reuthner der Herstellung von Textilien. Erschienen in der bisherigen Rezeptionsgeschichte Frauen als "dilettierende Hausfrauen", die, zu großer Kunst nicht fähig, allein für den Eigenbedarf des Alltags sorgten, belegt Rosa Reuthner, dass es im antiken Griechenland gerade Frauen waren, die für wertvolle und künstlerische Wollarbeiten berühmt waren, während die Werkstätten der männlichen Weber ausschließlich grobes Leinen verarbeiteten. „Indem sie den "essentiellen Anteil" der Hausarbeit am Wohlstand der Polis wiederentdeckt, kommt Reuthner zu einer Neubewertung der Stellung der Frau insgesamt. So ist für sie das Bild vom Mann als dem "Oikosdespoten" (Habermas) nicht zu halten. Statt von einem hierarchischen Modell, wie es später von Pseudoaristoteles entworfen wurde, war im Hinblick auf das Blühen des Hauses eher von einer "funktionalen Trennung von Verantwortlichkeiten, Anweisungs- und Entscheidungsbefugnissen" auszugehen.“ (Richard Pohle (FAZ) über: Wer webte Athenes Gewänder?)
Im 2013 erschienenen Folgeband Platons Schwestern. Lebenswelten antiker Griechinnen weitete Reuthner ihre Untersuchungen auf die Aufgaben von Frauen im antiken Griechenland in verschiedenen Sphären aus. Sie beschreibt die Wirkungsbereiche der Frau, darunter als Ärztinnen bzw. Heilkundige, Gartenbauerinnen und Verkäuferinnen auf dem Markt und zeigt, dass die Rolle und das Wirken von Frauen nicht, wie lange angenommen, auf den häuslichen Bereich beschränkt waren.

## Schriften
Monografien
- Wer webte Athenes Gewänder? Die Arbeit von Frauen im antiken Griechenland (= Campus Forschung. Bd. 897). Campus-Verlag, Frankfurt am Main/New York 2006, ISBN 3-593-38029-3 (teilweise einsehbar bei Google Books).
- Platons Schwestern. Lebenswelten antiker Griechinnen. Böhlau, Wien/Köln/Weimar 2013, ISBN 978-3-412-21116-5.[7]
- Die Hausfrau und die Ökonomie in Ökonomiken und Haushaltslehren von der Antike bis ins 19. Jahrhundert. Lit Verlag, Münster/Berlin 2018, ISBN 978-3-643-13988-7.

Fachartikel
- Die Büchse der Pandora. Misogynie und Hungerdiskurse in der frühgriechischen Dichtung. In: Historische Anthropologie. Bd. 16, Heft 1, 2008, ISSN 0942-8704, S. 118–137, doi:10.7788/ha.2008.16.1.118.
- Philosophia und oikonomia als weibliche Disziplinen in Traktaten und Lehrbriefen neupythagoreischer Philosophinnen. In: Historia. Zeitschrift für Alte Geschichte. Bd. 58, Nr. 4, 2009, ISSN 0018-2311, S. 416–437.
- „Ich kleide mich wie ich denke“ – ‚Sprechende Gewänder‘ als kulturelle und politische Signalgeber in der griechischen Antike, Forum Classicum 2/2013. S. 96–113 (pdf)